# Râul Surducel
Râul Surducel este curs de apă afluent al râului Surducul Mare. 

## Hărți
- Harta Turistică Covasna